# Escurçonera barballera
L'escurçonera barballera (Scorzonera angustifolia) és una planta del gènere Scorzonera que destaca per tenir les fulles molt primes i estretes (fulles linears). La seva distribució és del Mediterrani oest, íbero-magrebina. Als Països Catalans manca a les Illes Balears.

## Descripció
La tija té fulles linears fins prop de l'apex. Fa de 10 a 50 cm d'alçada. Les fulles fan de 5 a 25 cm de llarg per 0,1 a 0,5 cm d'ample. Són graminiformes i semiamplexicales. Els involucres dels capítols fan 25 a 50 mm i les flors són grogues. Aquenis de 15 a 25 mm.

## Hàbitat
Pastures seques en fenassars i joncedes. Viu fins als 1.400 metres d'altitud.